# サブリナ・セヴク
サブリナ・セヴク（Sabrina Seyvecou）は、フランスの女優。

## 出演作品
- 最後のマイ・ウェイ（ジョゼット・フランソワ）
- ひめごと（サンドリーヌ）